# Garofalo (entreprise)
Pour les articles homonymes, voir Garofalo.
La société Garofalo, est une entreprise italienne spécialisée dans la production de pâtes sèches, fondée en 1789 à Gragnano, où elle a toujours son siège social et son usine de production.

## Histoire
L'histoire des pâtes Garofalo remonte à la fin du XVIIIe siècle. En 1789, Michele Garofalo obtient une concession par arrêté royal de Ferdinand IV. Cela favorise le développement de l'usine de pâtes, qui grandit de plus en plus, à tel point qu'au début des années 1920, lorsque les premiers moulins sont construits à Gragnano, l'usine de pâtes Garofalo est considérée comme l'une des plus grandes au monde, avec une production journalière d'environ 400 quintaux.
L'entreprise actuelle a été créée en 1935, au centre de la ville de Gragnano. En 1987, une succursale plus moderne est ouverte dans la zone industrielle, où, depuis 1993, l'entreprise a transféré toutes ses activités. En 1997, à la suite d'une série de modifications du capital social, l'entreprise est acquise par la famille Menna, qui avait déjà des intérêts dans l'entreprise depuis 1952.
En 2003, l'usine de pâtes s'étend sur une superficie d'environ 24 000 m2 et compte huit lignes de production, pour une capacité annuelle de production d'environ 80 000 tonnes et plus de 120 employés. En 2012, l'entreprise réalise un investissement de 18 millions d'euros pour deux nouvelles lignes de production, augmentant la capacité de production de 40 000 tonnes par an. Deux nouveaux terrains sont acquis à proximité de l'usine historique de la via dei Pastai. Garofalo est la première usine de pâtes alimentaires en Italie à être certifiée selon la norme ISO 9002.
En juin 2014, Garofalo passe sous le contrôle de la multinationale espagnole Ebro Foods, qui acquiert 52 % du capital social auprès de la famille Menna pour une valeur totale de 62,5 millions d'euros.